# Яйцеклад

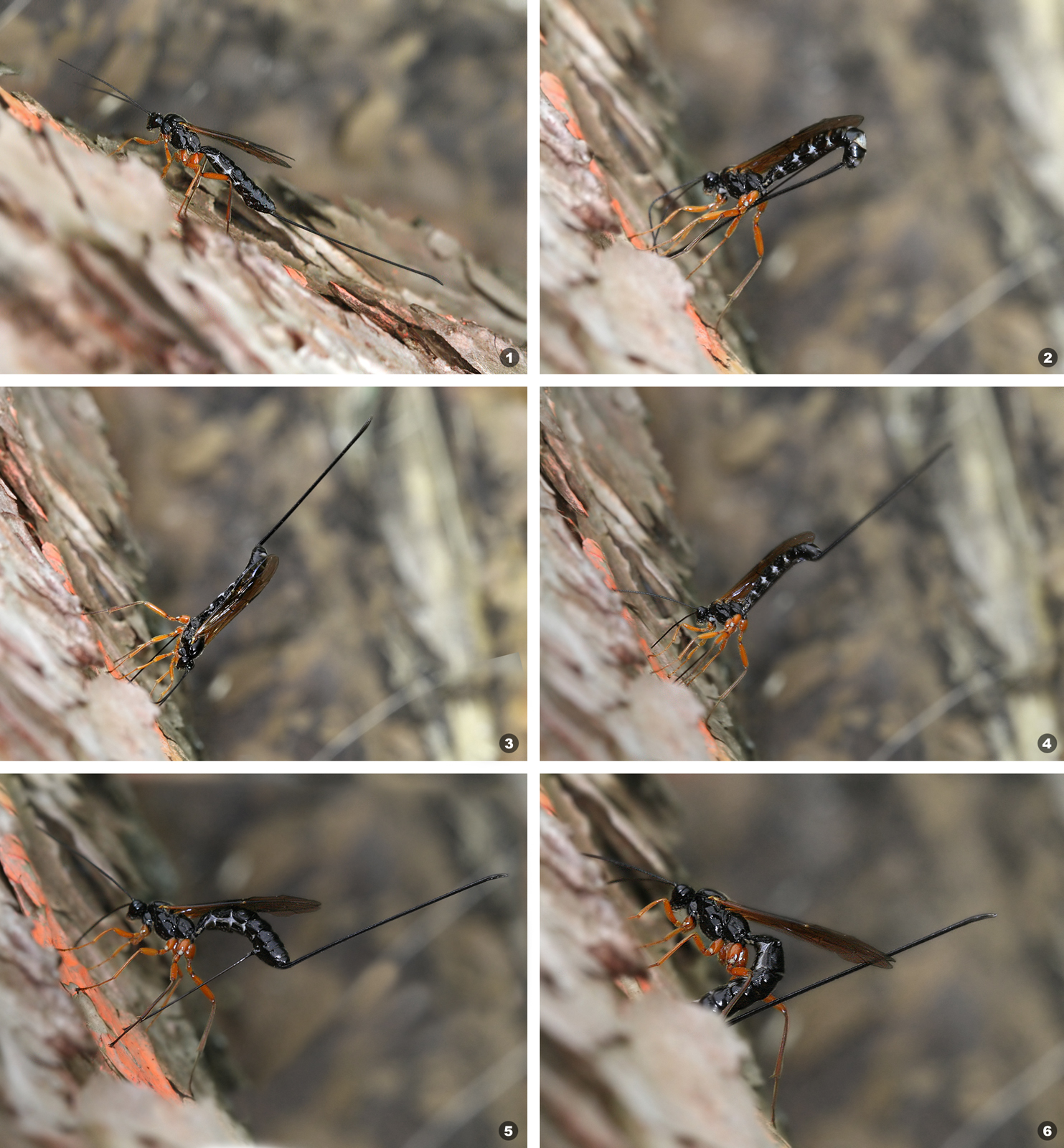
Применение яйцеклада

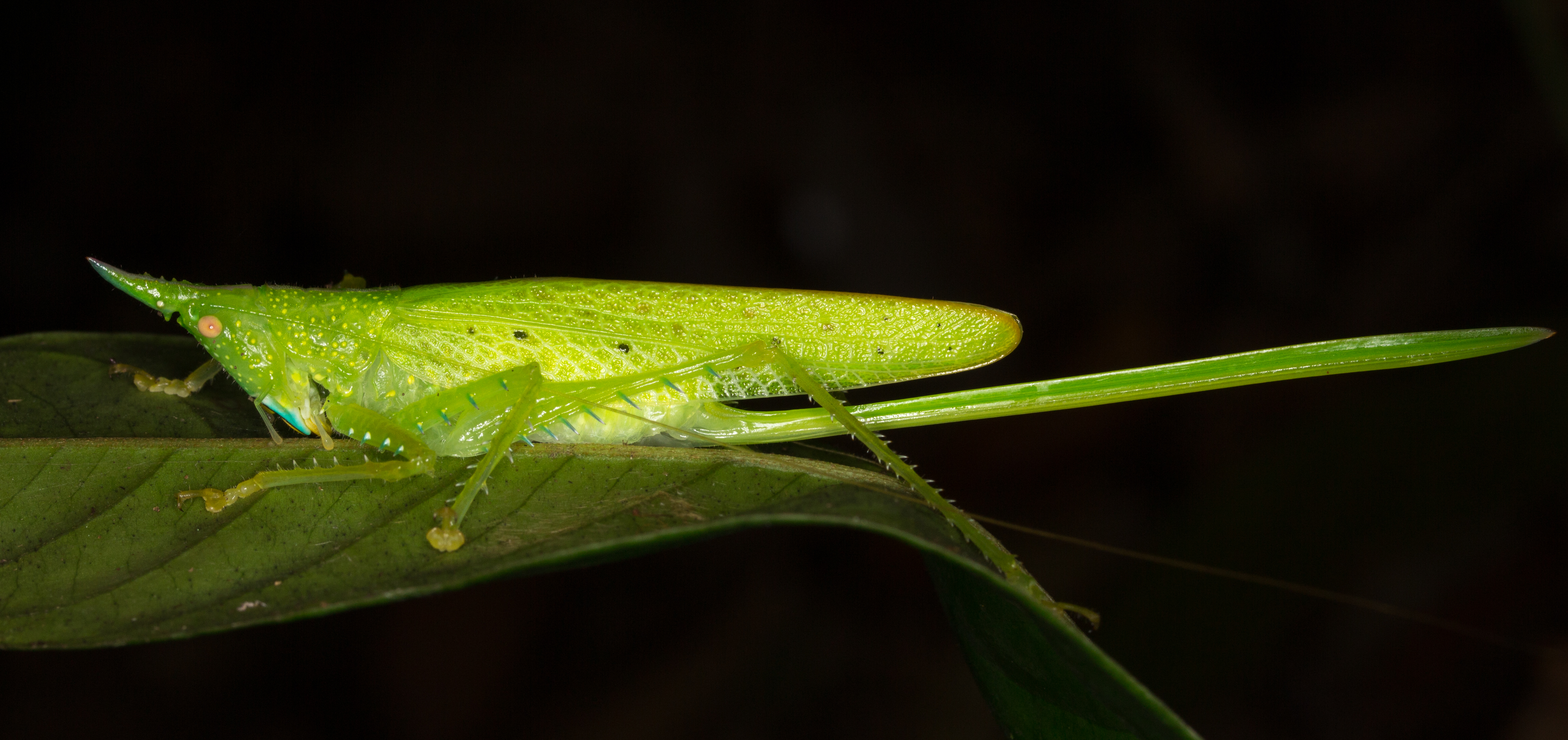
Самка кузнечика Copiphora sp. с яйцекладом

Яйцеклад — орган, используемый некоторыми видами членистоногих для откладывания яиц. Состоит максимум из трёх пар придатков, предназначенных для передачи яйца, подготовки места для него и правильного его размещения. У некоторых насекомых орган используется просто для прикрепления яйца к некоторой поверхности, однако многие паразитические виды (в первую очередь, перепончатокрылые) используют его для прокалывания.
Кузнечики используют его для откладки яиц в землю, цикады и пилильщики — для прокалывания древесины и тканей растений. Наиболее замечательным примером являются виды рода Megarhyssa надсемейства ихневмоноидных наездников, самки которых имеют тонкий яйцеклад длиной несколько сантиметров, используемый для внедрения в древесные стволы. Личинки этих видов паразитируют на личинках насекомых, живущих в древесине, в связи с чем яйцо откладывается в ход, пробурённый хозяином или, зачастую, непосредственно в его тело.
Жало пчёл, ос, шершней и некоторых видов муравьёв также представляет собой сильно видоизменённый и связанный с ядовитыми железами яйцеклад, используемый для защиты и парализации жертв.
Как показывают данные эмбриологии и сравнительной анатомии, яйцеклад прямокрылых и жало перепончатокрылых представляют собой видоизменённые конечности.
Некоторые виды рыб (например, горчак обыкновенный) имеют орган, аналогичный яйцекладу, представляющий собой видоизменённый анальный плавник, используемый для откладки икринок в полость мантии прудовых моллюсков.